# Royal Dux

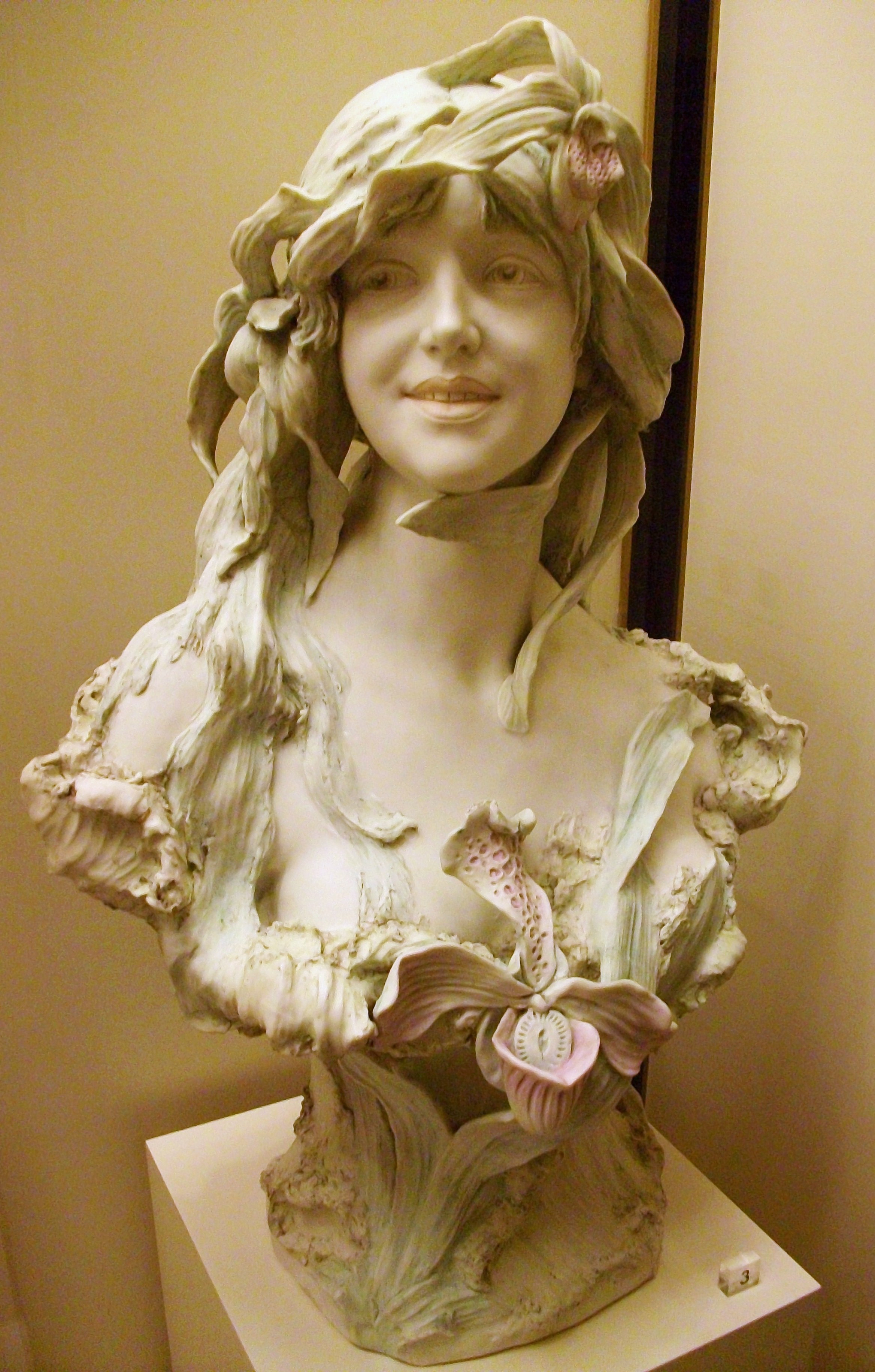
Poprsí dívky, alegorie kosatce, porcelán biskvit, Duchcov po roce 1900, Museu Nacional de Ceràmica, Valencie

Royal Dux je porcelánka v Duchcově a zároveň značka jejího porcelánu.

## Historie

### 1853-1889
Roku 1853 byla v Duchcově založena továrna na keramiku, kterou roku 1860 odkoupil německý židovský keramik-modelér a obchodník Eduard Eichler (25. března 1830 – 1. ledna 1887). Roku 1860 se firma prezentovala pod názvem E. Eichler Thonwaren – Fabrik. Roku 1862 Eichler přikoupil manufakturu Palme v Šeltech (po roce 1945 Slunečná) u České Lípy. Výroba se soustředila na terakotu, fajáns a majoliku, především stolní nádobí s designem výrobků v kodaňském, sèvreském a worcesterském stylu a získala brzy na popularitě. Roku 1878 byla poprvé oceněna Stříbrnou medaili na Světové výstavě v Paříži. Postupně rozšiřovala svůj sortiment z užitkového zboží na dekorační. Eichlerovou značkou na výrobcích byly zprvu iniciály jeho jména EE nebo jmenovka E. Eichler. Teprve po jeho smrti od roku 1889 zavedli noví majitelé velkosériovou výrobu porcelánu se značkou ve tvaru siluety žaludu s vepsanou iniciálou "E", později doprovázenou opisem ROYAL DUX BOHEMIA. Objevila se také modifikace značky: žalud s vepsaným E a nad ním v obloučku název DUPOMA.
Na přelomu 19. a 20. století byla porcelánka proměněna v akciovou společnost Duxer Porzellanmanufaktur A. G. Dux a rozšířila svou výrobu na jemný porcelán, zvláště figurální. Zavedla - až do současnosti užívanou identifikační značku svých výrobků ve tvaru rovnostranného trojúhelníka se žaludem obráceným stopkou dolů a nápisem ROYAL DUX BOHEMIA.
Produkce v období secese (zhruba z let 1890–1918) patřila k nejúspěšnějším z celé historie. Měla široký sortiment kvalitního porcelánu glazovaného i neglazovaného (biskvitu), od užitkového zboží po dekorativní plastiku. Hlavním modelérem firmy tehdy byl Alois Hampel (1853–1924), ale firma prováděla i návrhy významných zahraničních sochařů a modelérů.
Porcelánka pravidelně obesílala svými výrobky světové výstavy, po úspěchu na Světové výstavě v Paříži v roce 1900 a ocenění na světových výstavách v Saint Louis (1904) a v Miláně (1908) se firmě podařilo expandovat do mnoha zemí Evropy, do Severní a Jižní Ameriky a do Austrálie. Na přelomu let 1918-1919 se na výrobcích objevil identifikační nápis ROYAL DUX CZECHOSLOVAKIA, vtlačený nebo psaný pod glazurou. Ve 20. a 30. letech 20. století se objevily proslulé figurky tanečnic ve stylu art deco, inspirované mj. pózami pařížské tanečnice Josephiny Bakerové.

### 1938-1945
Nacisté po zabrání Sudet převedli výrobu porcelánu z Duchcova do Berlína a výrobky opatřovali značkou Royal Dux Deutschland.V roce 1945 se výroba vrátila do původního provozu.

### 1948-1989
V roce 1948 byla továrna znárodněna. V roce 1958 byla začleněna pod oborové ředitelství národního podniku Karlovarský porcelán, závod Duchcov a její výrobní program se zaměřil výhradně na figurální a ozdobný porcelán. V témže roce porcelánka vystavovala 30 exponátů na světové výstavě EXPO 58 v Bruselu, kde vynikly především plastiky modeléra Jaroslava Ježka, oceněné Zlatou medailí výstavy.
Další významné období se datuje do let 1972–1974, kdy byl realizován projekt INOPOR = inovace v porcelánu. Vybraní výtvarníci v porcelánce navrhovali a zároveň realizovali umělecky kvalitní porcelán v limitovaných sériích, pod značkou ATELIER ROYAL DUX. Na jejich výrobcích byl dosavadní trojúhelník se žaludem vsazen do iniciály A. S duchcovskou porcelánkou tehdy spolupracovaly dvě desítky umělců, jednak formou externí spolupráce, ale také jako stálí zaměstnanci. K interním návrhářům patřil akademický sochař Jindřich Marek.

### Od 1991 do současnosti
V roce 1991 byla porcelánka zprivatizována. Nadále má sídlo v budově v Sadové ulici 1414 v Duchcově, ale je součástí firmy Český porcelán a.s., akciová společnost Dubí, jako její pobočný závod.
Nadále vyrábí jednak osvědčený stolní porcelán, hlavně s cibulovým dekorem, stolní kávové soupravy se zlacenými motivy, a dále figurální a dekorativní porcelán všech dosavadních stylových poloh a žánrů, od druhorokokových figurek a párů galantní společnosti, přes tanečnice, milence na skútru, zvířecí a dětské figurky až po výrobky moderního designu podle autorských návrhů několika sochařů a modelérů, mezi nimiž kopíruje i modely z 1. poloviny 20. století. Jejími návrháři byli nebo dosud jsou:
- Vladimír David
- Jaroslav Ježek (designér)
- Ilona Klawitter
- Valeria Koškina
- Jindřich Marek
- František Rabel
- Jindřiška Radová
- Elly Strobach-Königová
- Václav Šerák
- Jindra Viková